# Sainte-Gemme-Moronval
 Sainte-Gemme-Moronval  es una población y comuna francesa, en la región de  Centro, departamento de Eure y Loir, en el distrito de Dreux y cantón de Dreux-Est.

## Demografía
| 265 | 246 | 365 | 395 | 613 | 691 |
| Para los censos de 1962 a 1999 la población legal corresponde a la población sin duplicidades (Fuente: INSEE [Consultar]) |     |     |     |     |     |